# Oscar 1934
Cea de-a 6-a gală de decernare a Premiilor Oscar organizată de Academia Americană de Film (Academy of Motion Picture Arts and Sciences, AMPAS) a avut loc la The Ambassador Hotel în Los Angeles, California la 16 martie 1934. Această ediție a fost ultima când au fost premiate filme create și lansate în doi ani calendaristici. Au fost eligibile filmele finalizate și lansate între 1 august 1932 și 31 decembrie 1933. Gazda galei a fost Will Rogers, el prezentând și unele dintre premii.
Will Rogers a prezentat premiul pentru cel mai bun regizor, iar când a deschis plicul, el a anunțat pur și simplu: "Vino și ia-l, Frank!" Frank Capra, fiind sigur că el este câștigătorul, a alergat pe podium pentru a lua Oscarul, doar pentru a afla că Rogers vorbea despre Frank Lloyd, care a câștigat pentru Cavalcada.
Walt Disney a devenit prima persoană care a câștigat două premii consecutive, câștigând cel mai bun scurt metraj de animație pentru The Three Little Pigs după ce a câștigat același premiu anul precedent pentru Flowers and Trees.

### Premiile
Câștigătorii sunt afișați primii și evidențiați cu font îngroșat.
| Cel mai bun film | Cel mai bun regizor |
| --- | --- |
| - Cavalcade – Winfield Sheehan pentru Fox Film Co. - 42nd Street – Darryl F. Zanuck pentru Warner Bros. - Adio arme – Adolph Zukor pentru Paramount Publix - I Am a Fugitive from a Chain Gang – Hal B. Wallis pentru Warner Bros. - Lady for a Day – Frank Capra pentru Columbia - Cele patru fiice ale doctorului March – Merian C. Cooper and Kenneth Macgowan pentru RKO Pictures - The Private Life of Henry VIII – Alexander Korda pentru London Films - She Done Him Wrong – William LeBaron pentru Paramount Publix - Smilin' Through – Irving Thalberg pentru Metro-Goldwyn-Mayer - State Fair – Winfield Sheehan pentru Fox Film Co. | - Frank Lloyd – Cavalcada - Frank Capra – Lady for a Day - George Cukor – Cele patru fiice ale doctorului March |
| Cel mai bun actor | Cea mai bună actriță |
| - Charles Laughton – The Private Life of Henry VIII în rolul Henric al VIII-lea - Leslie Howard – Berkeley Square as Peter Standish - Paul Muni – I Am a Fugitive from a Chain Gang as James Allen | - Katharine Hepburn – Morning Glory în rolul Eva Lovelace - May Robson – Lady for a Day în rolul Apple Annie - Diana Wynyard – Cavalcada în rolul Jane Marryot |
| Cea mai bună poveste originală | Cel mai bun scenariu adaptat |
| - One Way Passage – Robert Lord - The Prizefighter and the Lady – Frances Marion - Rasputin și împărăteasa – Charles MacArthur | - Cele patru fiice ale doctorului March – Victor Heerman și Sarah Y. Mason, bazat pe romanul de Louisa May Alcott - Lady for a Day – Robert Riskin, bazat pe povestea „Madame la Gimp” de Damon Runyon - State Fair – Paul Green și Sonya Levien, bazat pe romanul de Phil Strong |
| Cele mai bune decoruri | Cea mai bună imagine |
| - Cavalcada – William S. Darling - Adio arme – Hans Dreier and Roland Anderson - When Ladies Meet – Cedric Gibbons | - Adio arme – Charles Lang - Reuniune în Viena – George J. Folsey - Semnul crucii – Karl Struss |
| Cel mai bun mixaj sonor | Cel mai bun scurt metraj de animație |
| - Adio arme – Franklin Hansen - 42nd Street – Nathan Levinson - Gold Diggers of 1933 – Nathan Levinson - I Am a Fugitive from a Chain Gang – Nathan Levinson | - The Three Little Pigs – Walt Disney and United Artists - Building a Building – Walt Disney and United Artists - The Merry Old Soul – Walter Lantz and Universal Studios |
| Cel mai bun scurt metraj - comedie | Cel mai bun scurt metraj - noutate |
| - So This Is Harris! –Louis Brock and RKO Pictures - Mister Mugg – Warren Doane și Universal Studios - A Preferred List – Louis Brock și RKO Pictures | - Krakatoa – Joe Rock și Educational Pictures - Menu – Pete Smith și MGM - The Sea – Educational Pictures |
| Cel mai bun regizor asistent | |
| - Charles Barton – Paramount - Scott Beal – Universal - Charles Dorian – MGM - Fred Fox – United Artists - Gordon Hollingshead – Warner Bros. - Dewey Starkey – RKO - William Tummel – 20th Century Fox - Al Alleborn – Warner Bros. - Sid Brod – Paramount - Orville O. Dull – MGM - Percy Ikerd – 20th Century Fox - Arthur Jacobson – Paramount - Edward Killy – RKO - Joseph A. McDonough – Universal - William J. Reiter – Universal - Frank Shaw – Warner Bros. - Ben Silvey – United Artists - John S. Waters – MGM | |